# Sonny Dagraed
Sonny Dagraed (ca. 1988) is een Belgisch kickbokser.

## Levensloop
Dagraed groeide op in een kermisgezin. Op 18-jarige leeftijd begon hij met vechtsport.
In november 2017 behaalde hij te Merchtem de ISKA-wereldtitel K-1 in de categorie -70kg tegen de Japanner Takeo Shiragami. Eerder werd hij reeds Vlaams en Beneluxkampioen.